# Indefensió apresa

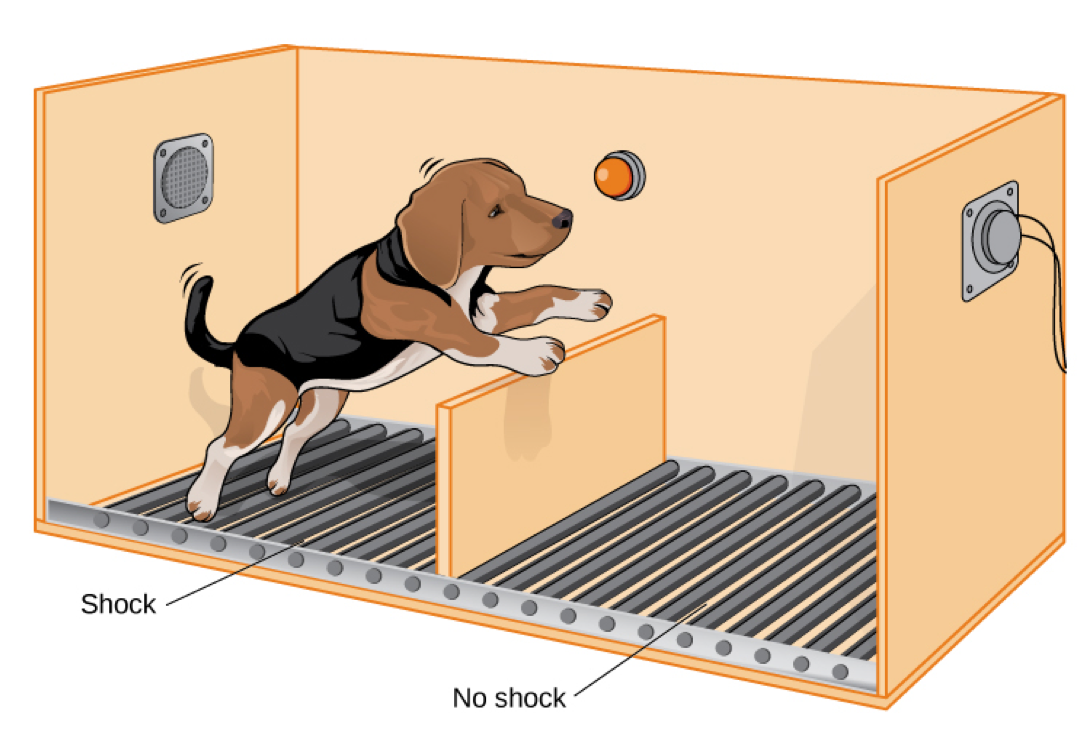
Ineludible entrenament de xoc a la caixa-navetta

La indefensió apresa és la condició d'un ésser humà o animal que ha après a comportar-se passivament, evitant les circumstàncies desagradables o mitjançant l'obtenció de recompenses positives. L'individu es manté sense fer res, tot i que disposa d'oportunitats per a ajudar-se a si mateix. La teoria d'indefensió apresa es relaciona amb depressió clínica i altres malalties mentals resultants de la percepció d'absència de control sobre el resultat d'una situació. Es diu que han adquirit indefensió apresa aquells organismes que han estat ineficaços o menys sensibles per determinar les conseqüències del seu comportament.

## Investigacions

### Primers experiments
El psicòleg nord-americà Martin Seligman va iniciar una investigació sobre la indefensió apresa el 1967 a la Universitat de Pennsilvània com una extensió al seu interès per la depressió. Aquesta investigació va ser expandida després per Seligman i altres. Un dels primers experiments va ser entre Seligman i Maier: A la part 1 de l'estudi, tres grups de gossos van ser posats en arnesos. El grup 1 va ser solament posat en els arnesos per un temps i després eren alliberats. Els grups 2 i 3 van ser amarrats jou. Als gossos al grup 2 se'ls donaven xocs elèctrics de manera aleatòria i els gossos podien pressionar una palanca per aturar els xocs. Cada gos del grup 3 era ajuntat amb un del grup 2; si bé, quan el gos del grup 2 rebia un xoc elèctric, el gos del grup 3 també rebia un xoc de la mateixa intensitat i durada, aquest no podia evitar-ho, perquè el seu palanca no feia res. Per al gos del grup 3, semblava que el xoc s'aturava de manera aleatòria perquè el gos del grup 2 al que estava apariat estava parant el xoc. Per tant, per als gossos del grup 3, el xoc era "inevitable".
A la part 2 de l'experiment, els 3 grups de gossos van ser portats a una habitació que tenia dos compartiments rectangulars dividits per una barrera d'unes quantes polzades d'alt. Tots els gossos podien escapar del xoc elèctric anant a l'altra part de l'habitació. Els gossos del grup 1 i 2 ràpidament van entendre la tasca i van escapar dels xocs elèctrics, però, la majoria dels gossos del grup 3 (que abans havien après que res del que fessin anava a parar el xoc elèctric) simplement es van quedar quiets sense fer res i només gemegaven en rebre els xocs.
En un segon experiment aquest mateix any, amb nous grups de gossos, Overmier i Seligman van eliminar la possibilitat que, en comptes de tenir una indefensió apresa, el grup 3 hagués fallat a aprendre la tasca d'escapar del xoc a causa d'haver après un altre comportament que interferia amb la tasca d'escapar. Per prevenir aquest comportament que "interferia", els gossos del grup 3 van ser immobilitzats amb una droga que els paralitzava (guarís) i van tenir un procediment similar que en la part 1 de l'experiment de Seligman i Maier. Quan van arribar a la part 2 de l'experiment, el grup 3 va exhibir el mateix comportament d'indefensió apresa. Aquest resultat va servir per eliminar la hipòtesi de la interferència.
D'aquests experiments, es creia que només hi havia una cura per la indefensió apresa. En la hipòtesi de Seligman, els gossos no tractaven d'escapar perquè ells creien que res del que fessin faria que els xocs paressin. Per canviar aquest pensament, els investigadors havien de prendre les potes dels gossos i moure-replicant les accions que el gos havia de fer per escapar de la zona de xocs elèctrics. Això es va haver de fer almenys 2 vegades abans que els gossos comencessin a saltar per si mateixos la barrera. Utilitzar qualsevol altra forma d'estímul com amenaces, premis i demostracions visuals no tenia efecte en la indefensió del grup 3.

### Experiments posteriors
Experiments posteriors han servit per confirmar l'efecte depressiu de sentir una manca de control en un estímul aversiu. Per exemple, en un experiment, van posar a persones a fer tasques mentals amb la presència d'un so distractiu. Les persones a les quals se'ls va donar la possibilitat d'apagar el so, rarament es van aixecar a fer-ho, tot i així, van exhibir millors resultats que aquelles persones que no tenien la possibilitat d'aturar-lo. Així, n'hi havia prou de tenir la noció de poder apagar el so per contrarestar-ne els efectes. El 2011, un estudi en animals va trobar que els animals amb control sobre els estímuls estressants exhibien canvis en l'excitabilitat de certes neurones a l'escorça prefrontal. Els animals que no tenien control d'aquests estímuls no exhibien aquest efecte i mostraven signes consistents amb la indefensió apresa i l'ansietat social.

## Emergència sota tortura
Als manuals d'interrogació de la CIA, la indefensió apresa es caracteritza per ser "apatia" que pot resultar de l'ús perllongat de tècniques coercitives que resulten en un estat de "debilitat-dependència-temuda", "Si l'estat de temor a la debilitat i la dependència no es perllonga, però, l'arrestat pot enfonsar-se en una apatia defensiva a partir de la qual és difícil despertar.